# Le Bois-Plage-en-Ré
Le Bois-Plage-en-Ré är en kommun i departementet Charente-Maritime i regionen Nouvelle-Aquitaine i västra Frankrike. Kommunen ligger i kantonen Île de Ré som ligger i arrondissementet La Rochelle. År 2022 hade Le Bois-Plage-en-Ré 2 177 invånare.

## Befolkningsutveckling
| Befolkningsutvecklingen i Le Bois-Plage-en-Ré 1968–2021 | Befolkningsutvecklingen i Le Bois-Plage-en-Ré 1968–2021 | Befolkningsutvecklingen i Le Bois-Plage-en-Ré 1968–2021 | Befolkningsutvecklingen i Le Bois-Plage-en-Ré 1968–2021 | Befolkningsutvecklingen i Le Bois-Plage-en-Ré 1968–2021 |
| ------------------------------------------------------- | ------------------------------------------------------- | ------------------------------------------------------- | ------------------------------------------------------- | ------------------------------------------------------- |
|                                                         |                                                         |                                                         |                                                         |                                                         |
| År                                                      |                                                         |                                                         | Folkmängd                                               |                                                         |
| 1968                                                    | 1968                                                    |                                                         | 1 172                                                   |                                                         |
| 1975                                                    | 1975                                                    |                                                         | 1 317                                                   |                                                         |
| 1982                                                    | 1982                                                    |                                                         | 1 560                                                   |                                                         |
| 1990                                                    | 1990                                                    |                                                         | 2 014                                                   |                                                         |
| 1999                                                    | 1999                                                    |                                                         | 2 235                                                   |                                                         |
| 2007                                                    | 2007                                                    |                                                         | 2 303                                                   |                                                         |
| 2015                                                    | 2015                                                    |                                                         | 2 318                                                   |                                                         |
| 2021                                                    | 2021                                                    |                                                         | 2 229                                                   |                                                         |